# Rabanal del Camino
Rabanal del Camino è un villaggio che si trova nel comune di Santa Colomba de Somoza, comunità autonoma di Castiglia e León, in Spagna.
Si trova sul cammino di Santiago di Compostela.